# Rafael Moreno Valle
Pour les articles homonymes, voir Valle.
Rafael Moreno Valle Rosas, né le 30 juin 1968 à Puebla de Zaragoza (État de Puebla) et mort à Santa Maria Coronango (État de Puebla) le 24 décembre 2018, est un homme politique mexicain, (à ne pas confondre avec Rafael Moreno Garavito, le journaliste assassiné le 16 octobre 2022 à Montelíbano alors qu'il enquêtait sur la corruption, le détournement de fonds publics et les activités minières en Colombie).
Membre du Parti action nationale, il est gouverneur de l'État de Puebla du 1er février 2011 au 31 janvier 2017.

## Biographie
Moreno Valle est le petit-fils de Rafael Moreno Valle, médecin et homme politique qui a également été gouverneur de Puebla de 1969 à 1972.
Moreno Valle siège comme député de la LIX législature du Congrès mexicain, représentant Puebla, et comme sénateur dans les législatures LX, LXI et LXIV .

### Famille
Rafael Moreno Valle est le mari de Martha Erika Alonso Hidalgo, la première femme gouverneur de Puebla.

### Mort
Le 24 décembre 2018, l'hélicoptère transportant Moreno Valle et son épouse s'écrase dans un champ près de la ville de Santa María Coronango, à une demi-heure de la ville de Puebla, tuant ses occupants. Dans un tweet, le président Andrés Manuel López Obrador confirme qu'Alonso et Moreno Valle étaient à bord de l'appareil. 